# Xenylla uniseta
Xenylla uniseta is een springstaartensoort uit de familie van de Hypogastruridae. De wetenschappelijke naam van de soort is voor het eerst geldig gepubliceerd in 1963 door da Gama.